# Puchar Świata w saneczkarstwie 2021/2022
Puchar Świata w saneczkarstwie 2021/2022 – 45. sezon Pucharu Świata w saneczkarstwie. Rozpoczął się 20 listopada 2021 roku w chińskim mieście Yanqing. Ostatnie zawody z tego cyklu zostały rozegrane 23 stycznia 2022 roku na torze w szwajcarskim Sankt Moritz.
Rozegrane zostały 42 konkursy: po 9 konkursów indywidualnych (w formule klasycznej) kobiet, mężczyzn oraz dwójek, po 3 zawody sprinterskie kobiet, mężczyzn oraz dwójek, a także 6 zawodów sztafet.
Po raz drugi oprócz Kryształowej Kuli przyznane zostały dwie Małe Kryształowe Kule za zawody w formule klasycznej oraz za zawody sprinterskie.
Podczas sezonu 2021/2022 odbyły się dwie imprezy, na których rozdane zostały medale. Podczas zawodów Pucharu Świata w szwajcarskim Sankt Moritz odbyły się jednocześnie mistrzostwa Europy. Natomiast główną imprezą tego sezonu były Zimowe igrzyska olimpijskie w Pekinie.

## Kalendarz Pucharu Świata
| Lp. | Data                 | Miejscowość       | Konkurencja                                                | 1. miejsce                                                                           | 2. miejsce                                                                                 | 3. miejsce                                                                                  |
| --- | -------------------- | ----------------- | ---------------------------------------------------------- | ------------------------------------------------------------------------------------ | ------------------------------------------------------------------------------------------ | ------------------------------------------------------------------------------------------- |
| 1.  | 20-21 listopada 2021 | Yanqing           |                                                            |                                                                                      |                                                                                            |                                                                                             |
| 1.  | 20-21 listopada 2021 | Yanqing           | Jedynki kobiet                                             | Madeleine Egle                                                                       | Julia Taubitz                                                                              | Lisa Schulte                                                                                |
| 1.  | 20-21 listopada 2021 | Yanqing           | Jedynki mężczyzn                                           | Johannes Ludwig                                                                      | Felix Loch                                                                                 | Max Langenhan                                                                               |
| 1.  | 20-21 listopada 2021 | Yanqing           | Dwójki mężczyzn                                            | Niemcy Toni Eggert · Sascha Benecken                                                 | Austria Thomas Steu · Lorenz Koller                                                        | Łotwa Andris Šics · Juris Šics                                                              |
| 1.  | 20-21 listopada 2021 | Yanqing           | Sztafeta mieszana                                          | Austria Madeleine Egle · David Gleirscher · Thomas Steu · Lorenz Koller              | Stany Zjednoczone Ashley Farquharson · Tucker West · Christopher Mazdzer · Jayson Terdiman | Włochy Verena Hofer · Dominik Fischnaller · Emanuel Rieder · Simon Kainzwaldner             |
| 2.  | 27-28 listopada 2021 | Whistler Soczi    |                                                            |                                                                                      |                                                                                            |                                                                                             |
| 2.  | 27-28 listopada 2021 | Whistler Soczi    | Jedynki kobiet                                             | Anna Berreiter                                                                       | Kendija Aparjode                                                                           | Wiktoria Diemczenko                                                                         |
| 2.  | 27-28 listopada 2021 | Whistler Soczi    | Jedynki mężczyzn                                           | Johannes Ludwig                                                                      | Felix Loch                                                                                 | Roman Riepiłow                                                                              |
| 2.  | 27-28 listopada 2021 | Whistler Soczi    | Dwójki mężczyzn                                            | Łotwa Andris Šics · Juris Šics                                                       | Rosja Andrij Bogdanow · Jurij Prochorow                                                    | Niemcy Tobias Wendl · Tobias Arlt                                                           |
| 2.  | 27-28 listopada 2021 | Whistler Soczi    | Sztafeta mieszana                                          | Rosja Wiktoria Diemczenko · Siemion Pawliczenko · Andriej Bogdanow · Jurij Prochorow | Niemcy Anna Berreiter · Johannes Ludwig · Tobias Wendl · Tobias Arlt                       | Łotwa Kendija Aparjode · Kristers Aparjods · Andris Šics · Juris Šics                       |
| 3.  | 4-5 grudnia 2021     | Lake Placid Soczi |                                                            |                                                                                      |                                                                                            |                                                                                             |
| 3.  | 4-5 grudnia 2021     | Lake Placid Soczi | Jedynki kobiet                                             | Julia Taubitz                                                                        | Natalie Geisenberger                                                                       | Kendija Aparjode                                                                            |
| 3.  | 4-5 grudnia 2021     | Lake Placid Soczi | Sprint kobiet                                              | Julia Taubitz                                                                        | Summer Britcher                                                                            | Dajana Eitberger                                                                            |
| 3.  | 4-5 grudnia 2021     | Lake Placid Soczi | Jedynki mężczyzn                                           | Kristers Aparjods                                                                    | Johannes Ludwig                                                                            | Dominik Fischnaller                                                                         |
| 3.  | 4-5 grudnia 2021     | Lake Placid Soczi | Sprint mężczyzn                                            | Dominik Fischnaller                                                                  | Roman Riepiłow                                                                             | Wolfgang Kindl                                                                              |
| 3.  | 4-5 grudnia 2021     | Lake Placid Soczi | Dwójki mężczyzn                                            | Rosja Andrij Bogdanow · Jurij Prochorow                                              | Niemcy Toni Eggert · Sascha Benecken                                                       | Łotwa Andris Šics · Juris Šics                                                              |
| 3.  | 4-5 grudnia 2021     | Lake Placid Soczi | Sprint dwójek mężczyzn                                     | Łotwa Andris Šics · Juris Šics                                                       | Rosja Aleksandr Dienisjew · Władisław Antonow                                              | Niemcy Robin Geueke · David Gamm                                                            |
| 4.  | 11-12 grudnia 2021   | Altenberg         |                                                            |                                                                                      |                                                                                            |                                                                                             |
| 4.  | 11-12 grudnia 2021   | Altenberg         | Jedynki kobiet                                             | Madeleine Egle                                                                       | Julia Taubitz                                                                              | Anna Berreiter                                                                              |
| 4.  | 11-12 grudnia 2021   | Altenberg         | Jedynki mężczyzn                                           | Wolfgang Kindl Max Langenhan                                                         | -                                                                                          | Johannes Ludwig                                                                             |
| 4.  | 11-12 grudnia 2021   | Altenberg         | Dwójki mężczyzn                                            | Austria Thomas Steu · Lorenz Koller                                                  | Niemcy Toni Eggert · Sascha Benecken                                                       | Łotwa Mārtiņš Bots · Roberts Plūme                                                          |
| 4.  | 11-12 grudnia 2021   | Altenberg         | Sztafeta mieszana                                          | Niemcy Julia Taubitz · Max Langenhan · Toni Eggert · Sascha Benecken                 | Włochy Andrea Vötter · Dominik Fischnaller · Ludwik Rieder · Patrick Rastner               | Rosja Jekatierina Katnikowa · Aleksandr Gorbaczew · Aleksandr Dienisjew · Władisław Antonow |
| 5.  | 18-19 grudnia 2021   | Igls              |                                                            |                                                                                      |                                                                                            |                                                                                             |
| 5.  | 18-19 grudnia 2021   | Igls              | Jedynki kobiet                                             | Julia Taubitz                                                                        | Madeleine Egle                                                                             | Natalie Geisenberger                                                                        |
| 5.  | 18-19 grudnia 2021   | Igls              | Sprint kobiet                                              | Madeleine Egle                                                                       | Julia Taubitz                                                                              | Anna Berreiter                                                                              |
| 5.  | 18-19 grudnia 2021   | Igls              | Jedynki mężczyzn                                           | Johannes Ludwig                                                                      | Wolfgang Kindl                                                                             | Dominik Fischnaller                                                                         |
| 5.  | 18-19 grudnia 2021   | Igls              | Sprint mężczyzn                                            | Wolfgang Kindl                                                                       | Jonas Müller                                                                               | Johannes Ludwig                                                                             |
| 5.  | 18-19 grudnia 2021   | Igls              | Dwójki mężczyzn                                            | Austria Thomas Steu · Lorenz Koller                                                  | Łotwa Andris Šics · Juris Šics                                                             | Włochy Emanuel Rieder · Simon Kainzwaldner                                                  |
| 5.  | 18-19 grudnia 2021   | Igls              | Sprint dwójek mężczyzn                                     | Niemcy Toni Eggert · Sascha Benecken                                                 | Łotwa Andris Šics · Juris Šics                                                             | Austria Thomas Steu · Lorenz Koller                                                         |
| 6.  | 1-2 stycznia 2022    | Winterberg        |                                                            |                                                                                      |                                                                                            |                                                                                             |
| 6.  | 1-2 stycznia 2022    | Winterberg        | Jedynki kobiet                                             | Julia Taubitz                                                                        | Natalie Geisenberger                                                                       | Madeleine Egle                                                                              |
| 6.  | 1-2 stycznia 2022    | Winterberg        | Jedynki mężczyzn                                           | Johannes Ludwig                                                                      | Nico Gleirscher                                                                            | Wolfgang Kindl                                                                              |
| 6.  | 1-2 stycznia 2022    | Winterberg        | Dwójki mężczyzn                                            | Niemcy Tobias Wendl · Tobias Arlt                                                    | Austria Thomas Steu · Lorenz Koller                                                        | Austria Yannick Müller · Armin Frauscher                                                    |
| 6.  | 1-2 stycznia 2022    | Winterberg        | Sztafeta mieszana                                          | Łotwa Elīza Tīruma · Kristers Aparjods · Mārtiņš Bots · Roberts Plūme                | Austria Madeleine Egle · Nico Gleirscher · Thomas Steu · Lorenz Koller                     | Stany Zjednoczone Summer Britcher · Tucker West · Christopher Mazdzer · Jayson Terdiman     |
| 7.  | 8-9 stycznia 2022    | Sigulda           |                                                            |                                                                                      |                                                                                            |                                                                                             |
| 7.  | 8-9 stycznia 2022    | Sigulda           | Jedynki kobiet                                             | Madeleine Egle                                                                       | Julia Taubitz                                                                              | Tatjana Iwanowa                                                                             |
| 7.  | 8-9 stycznia 2022    | Sigulda           | Sprint kobiet                                              | Tatjana Iwanowa                                                                      | Natalie Geisenberger                                                                       | Madeleine Egle                                                                              |
| 7.  | 8-9 stycznia 2022    | Sigulda           | Jedynki mężczyzn                                           | Kristers Aparjods                                                                    | Felix Loch                                                                                 | Dominik Fischnaller                                                                         |
| 7.  | 8-9 stycznia 2022    | Sigulda           | Sprint mężczyzn                                            | Felix Loch                                                                           | Kristers Aparjods                                                                          | Dominik Fischnaller                                                                         |
| 7.  | 8-9 stycznia 2022    | Sigulda           | Dwójki mężczyzn                                            | Niemcy Toni Eggert · Sascha Benecken                                                 | Łotwa Andris Šics · Juris Šics                                                             | Niemcy Tobias Wendl · Tobias Arlt                                                           |
| 7.  | 8-9 stycznia 2022    | Sigulda           | Sprint dwójek mężczyzn                                     | Łotwa Andris Šics · Juris Šics                                                       | Niemcy Toni Eggert · Sascha Benecken                                                       | Niemcy Tobias Wendl · Tobias Arlt                                                           |
| 8.  | 15-16 stycznia 2022  | Oberhof           |                                                            |                                                                                      |                                                                                            |                                                                                             |
| 8.  | 15-16 stycznia 2022  | Oberhof           | Jedynki kobiet                                             | Madeleine Egle                                                                       | Julia Taubitz                                                                              | Anna Berreiter                                                                              |
| 8.  | 15-16 stycznia 2022  | Oberhof           | Jedynki mężczyzn                                           | Johannes Ludwig                                                                      | Max Langenhan                                                                              | Felix Loch                                                                                  |
| 8.  | 15-16 stycznia 2022  | Oberhof           | Dwójki mężczyzn                                            | Niemcy Toni Eggert · Sascha Benecken                                                 | Niemcy Tobias Wendl · Tobias Arlt                                                          | Włochy Emanuel Rieder · Simon Kainzwaldner                                                  |
| 8.  | 15-16 stycznia 2022  | Oberhof           | Sztafeta mieszana                                          | Niemcy Julia Taubitz · Johannes Ludwig · Toni Eggert · Sascha Benecken               | Łotwa Elīna leva Vītola · Kristers Aparjods · Andris Šics · Juris Šics                     | Austria Madeleine Egle · Nico Gleirscher · Thomas Steu · Lorenz Koller                      |
| 9.  | 22-23 stycznia 2021  | Sankt Moritz      |                                                            |                                                                                      |                                                                                            |                                                                                             |
| 9.  | 22-23 stycznia 2021  | Sankt Moritz      | Jedynki kobiet                                             | Natalie Geisenberger                                                                 | Madeleine Egle                                                                             | Elīna leva Vītola                                                                           |
| 9.  | 22-23 stycznia 2021  | Sankt Moritz      | Jedynki mężczyzn                                           | Wolfgang Kindl                                                                       | Kristers Aparjods                                                                          | Nico Gleirscher                                                                             |
| 9.  | 22-23 stycznia 2021  | Sankt Moritz      | Dwójki mężczyzn                                            | Niemcy Toni Eggert · Sascha Benecken                                                 | Niemcy Tobias Wendl · Tobias Arlt                                                          | Łotwa Mārtiņš Bots · Roberts Plūme                                                          |
| 9.  | 22-23 stycznia 2021  | Sankt Moritz      | Sztafeta mieszana                                          | Łotwa Elīna leva Vītola · Kristers Aparjods · Mārtiņš Bots · Roberts Plūme           | Niemcy Natalie Geisenberger · Johannes Ludwig · Toni Eggert · Sascha Benecken              | Rosja Tatjana Iwanowa · Roman Riepiłow · Andriej Bogdanow · Jurij Prochorow                 |
| ME  | 22-23 stycznia 2022  | Sankt Moritz      | 53. Mistrzostwa Europy w Saneczkarstwie 2022               | 53. Mistrzostwa Europy w Saneczkarstwie 2022                                         | 53. Mistrzostwa Europy w Saneczkarstwie 2022                                               | 53. Mistrzostwa Europy w Saneczkarstwie 2022                                                |
| IO  | 4-20 lutego 2022     | Pekin             | 24. Saneczkarstwo na Zimowych Igrzyskach Olimpijskich 2022 | 24. Saneczkarstwo na Zimowych Igrzyskach Olimpijskich 2022                           | 24. Saneczkarstwo na Zimowych Igrzyskach Olimpijskich 2022                                 | 24. Saneczkarstwo na Zimowych Igrzyskach Olimpijskich 2022                                  |

## Klasyfikacje

### Klasyfikacja generalna - jedynki kobiet
| Miejsce | Zawodnik              | Reprezentacja | Punkty |
| ------- | --------------------- | ------------- | ------ |
| 1.      | Julia Taubitz         | Niemcy        | 979    |
| 2.      | Madeleine Egle        | Austria       | 947    |
| 3.      | Natalie Geisenberger  | Niemcy        | 772    |
| 4.      | Anna Berreiter        | Niemcy        | 723    |
| 5.      | Elīza Tīruma          | Łotwa         | 569    |
| 6.      | Wiktoria Diemczenko   | Rosja         | 444    |
| 7.      | Andrea Vötter         | Włochy        | 422    |
| 8.      | Hannah Prock          | Austria       | 414    |
| 9.      | Lisa Schulte          | Austria       | 408    |
| 10.     | Jekatierina Katnikowa | Rosja         | 369    |
|         |                       |               |        |
| 37.     | Klaudia Domaradzka    | Polska        | 81     |
| 44.     | Natalia Jamróz        | Polska        | 40     |

### Klasyfikacja generalna - jedynki mężczyzn
| Miejsce | Zawodnik            | Reprezentacja | Punkty |
| ------- | ------------------- | ------------- | ------ |
| 1.      | Johannes Ludwig     | Niemcy        | 871    |
| 2.      | Wolfgang Kindl      | Austria       | 791    |
| 3.      | Felix Loch          | Niemcy        | 691    |
| =       | Kristers Aparjods   | Łotwa         | 691    |
| 5.      | Dominik Fischnaller | Włochy        | 641    |
| 6.      | Roman Riepiłow      | Rosja         | 607    |
| 7.      | Max Langenhan       | Niemcy        | 599    |
| 8.      | Nico Gleirscher     | Austria       | 559    |
| 9.      | Siemion Pawliczenko | Rosja         | 467    |
| 10.     | Gints Berzins       | Łotwa         | 450    |
|         |                     |               |        |
| 36.     | Kacper Tarnawski    | Polska        | 37     |
| 48.     | Mateusz Sochowicz   | Polska        | 14     |
| 59.     | Arkadiusz Trojga    | Polska        | 1      |

### Klasyfikacja generalna - dwójki
| Miejsce | Zawodnik                              | Reprezentacja | Punkty |
| ------- | ------------------------------------- | ------------- | ------ |
| 1.      | Toni Eggert Sascha Benecken           | Niemcy        | 907    |
| 2.      | Andris Šics Juris Šics                | Łotwa         | 883    |
| 3.      | Tobias Wendl Tobias Arlt              | Niemcy        | 796    |
| 4.      | Emanuel Rieder Simon Kainzwaldner     | Włochy        | 604    |
| 5.      | Andriej Bogdanow Jurij Prochorow      | Rosja         | 603    |
| 6.      | Thomas Steu Lorenz Koller             | Austria       | 550    |
| 7.      | Aleksandr Dienisjew Władisław Antonow | Rosja         | 528    |
| 8.      | Mārtiņš Bots Roberts Plūme            | Łotwa         | 519    |
| 9.      | Ludwig Rieder Patrick Rastner         | Włochy        | 497    |
| 10.     | Yannick Müller Armin Frauscher        | Austria       | 462    |
|         |                                       |               |        |
| 14.     | Wojciech Chmielewski Jakub Kowalewski | Polska        | 333    |

### Sztafety mieszane
| Miejsce | Reprezentacja     | Punkty |
| ------- | ----------------- | ------ |
| 1.      | Niemcy            | 476    |
| 2.      | Łotwa             | 415    |
| 3.      | Austria           | 360    |
| 4.      | Rosja             | 345    |
| 5.      | Włochy            | 330    |
| 6.      | Stany Zjednoczone | 257    |
| 7.      | Kanada            | 248    |
| 8.      | Polska            | 216    |
| 9.      | Słowacja          | 210    |
| 10.     | Czechy            | 190    |

### Zawody klasyczne - jedynki kobiet
| Miejsce | Zawodnik             | Reprezentacja | Punkty |
| ------- | -------------------- | ------------- | ------ |
| 1.      | Madeleine Egle       | Austria       | 741    |
| 2.      | Julia Taubitz        | Niemcy        | 739    |
| 3.      | Natalie Geisenberger | Niemcy        | 577    |
| 4.      | Anna Berreiter       | Niemcy        | 562    |
| 5.      | Elīza Tīruma         | Łotwa         | 435    |
| 6.      | Wiktoria Diemczenko  | Rosja         | 350    |
|         |                      |               |        |
| 34.     | Klaudia Domaradzka   | Polska        | 81     |
| 44.     | Natalia Jamróz       | Polska        | 40     |

### Zawody klasyczne - jedynki mężczyzn
| Miejsce | Zawodnik          | Reprezentacja | Punkty |
| ------- | ----------------- | ------------- | ------ |
| 1.      | Johannes Ludwig   | Niemcy        | 719    |
| 2.      | Wolfgang Kindl    | Austria       | 575    |
| 3.      | Felix Loch        | Niemcy        | 545    |
| 4.      | Kristers Aparjods | Łotwa         | 536    |
| 5.      | Max Langenhan     | Niemcy        | 497    |
| 6.      | Roman Riepiłow    | Rosja         | 440    |
|         |                   |               |        |
| 35.     | Kacper Tarnawski  | Polska        | 37     |
| 48.     | Mateusz Sochowicz | Polska        | 14     |
| 59.     | Arkadiusz Trojga  | Polska        | 1      |

### Zawody klasyczne - dwójki
| Miejsce | Zawodnik                              | Reprezentacja | Punkty |
| ------- | ------------------------------------- | ------------- | ------ |
| 1.      | Toni Eggert Sascha Benecken           | Niemcy        | 676    |
| 2.      | Tobias Wendl Tobias Arlt              | Niemcy        | 624    |
| 3.      | Andris Šics Juris Šics                | Łotwa         | 598    |
| 4.      | Thomas Steu Lorenz Koller             | Austria       | 480    |
| 5.      | Emanuel Rieder Simon Kainzwaldner     | Włochy        | 463    |
| 6.      | Andriej Bogdanow Jurij Prochorow      | Rosja         | 453    |
|         |                                       |               |        |
| 13.     | Wojciech Chmielewski Jakub Kowalewski | Polska        | 275    |

### Sprint - jedynki kobiet
| Miejsce | Zawodnik             | Reprezentacja | Punkty |
| ------- | -------------------- | ------------- | ------ |
| 1.      | Julia Taubitz        | Niemcy        | 240    |
| 2.      | Madeleine Egle       | Austria       | 206    |
| 3.      | Natalie Geisenberger | Niemcy        | 195    |
| 4.      | Anna Berreiter       | Niemcy        | 161    |
| 5.      | Elīza Tīruma         | Łotwa         | 134    |
| 6.      | Hannah Prock         | Austria       | 120    |

### Sprint - jedynki mężczyzn
| Miejsce | Zawodnik            | Reprezentacja | Punkty |
| ------- | ------------------- | ------------- | ------ |
| 1.      | Wolfgang Kindl      | Austria       | 216    |
| 2.      | Dominik Fischnaller | Włochy        | 202    |
| 3.      | Roman Riepiłow      | Rosja         | 167    |
| 4.      | Kristers Aparjods   | Łotwa         | 155    |
| 5.      | Johannes Ludwig     | Niemcy        | 152    |
| 6.      | Felix Loch          | Niemcy        | 146    |

### Sprint - dwójki
| Miejsce | Zawodnik                              | Reprezentacja | Punkty |
| ------- | ------------------------------------- | ------------- | ------ |
| 1.      | Andris Šics Juris Šics                | Łotwa         | 285    |
| 2.      | Toni Eggert Sascha Benecken           | Niemcy        | 231    |
| 3.      | Tobias Wendl Tobias Arlt              | Niemcy        | 172    |
| 4.      | Aleksandr Dienisjew Władisław Antonow | Rosja         | 151    |
| 5.      | Andriej Bogdanow Jurij Prochorow      | Rosja         | 150    |
| 6.      | Emanuel Rieder Simon Kainzwaldner     | Włochy        | 141    |
|         |                                       |               |        |
| 15.     | Wojciech Chmielewski Jakub Kowalewski | Polska        | 58     |